# László Almásy

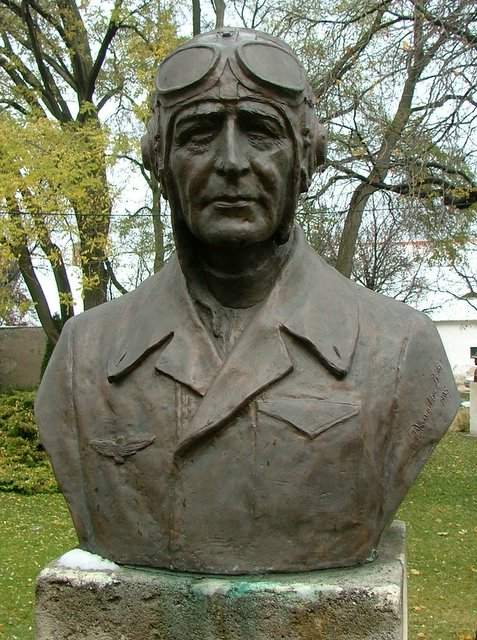
Byst av Almásy i Érd

László Ede Almásy de Zsadány et Törökszentmiklós, född 22 augusti 1895 i Bernstein im Burgenland i Österrike-Ungern, död 22 mars 1951 i Salzburg, var en ungersk greve, motorist, flygare, upptäcktsresande, scoutledare och militär. Almásy var förebild till huvudpersonen i Michael Ondaatjes roman Den engelske patienten från 1992 vilken filmatiserades 1996 som Den engelske patienten.

## Biografi
Almásy tillhörde en adlig familj. Hans far var zoologen och etnografen Györgu Almásy. Mellan 1911 och 1914 utbildades den yngre Almásy i Eastbourne i Storbritannien. Under första världskriget tjänade Almásy i det österrikisk-ungerska flygvapnet. Efter kriget, mellan november 1921 och juni 1922, bodde Almásy i Eastbourne och var även medlem i Eastbournes flygklubb.
Almásy stödde kung Karl av Österrike i dennes strävan att installera sig som kung av Ungern. Bland annat flög han kung Karl till Österrike. 1921 började Almásy arbeta åt den österrikiska bilfirman Steyr Automobile i Szombathely i Ungern. Han blev även racerförare för företaget och vann flera bilrallyn åt Steyr. Under samma tid organiserade han även jaktresor i Egypten för européer. 
1926 reste han från Egypten till Sudan längs floden Nilen och blev direkt intresserad av området. Han återkom senare dit för att åka bil och jaga. Han fortsatte att undersöka olika platser i öknen och 1929 provkörde han Steyrfordon i Sahara samt ledde en ökenexpedition med två Steyrlastbilar. 
År 1932 lämnade Almásy det legendariska Zerzura (Fåglarnas oas) tillsammans med tre britter, sir Robert Clayton, kommendören Penderel och Patrick (Pat) Clayton. De fick stöd för sin expedition av prins Kemal el Din. Expeditionen använde både bilar och flygplan. De hade som syfte att registrera förtecknade förhistoriska fyndplatser, bland andra Simmargrottan i Uweinat och Gulf Kebir. Grottorna var redan kända av beduiner, men dessa ska ha undvikit grottorna. Ibland gick de dock in i dem, då de eftersökte försvunnen boskap. 1933 hävdade Almásy att han funnit Zerzuras tredje dal i Wadi Talh. Under expeditionen upptäckte han även Magyarabstammen i Nubien, vars medlemmar talade arabiska men som antogs vara ättlingar till ungerska soldater som tjänade i den osmanska armén på 1600-talet. 
Almásy gick från självlärd till seriös upptäcktsresande. Han fick smeknamnet Abu Ramla ("Sandens Fader") av sina beduinvänner. År 1932 dog Almásys tidigare sponsor Clayton, emellertid inte vid en kraschlandning vilket är fallet i Ondaatjes roman, utan av infektionssmitta genom ökenfluga i regionen Gulf kebir. 
Almásy skrev ner några av sina äventyr i boken Az ismeretlen Szahara (Det okända Sahara). Boken utgavs i Budapest 1934. I boken redogjorde Almásy för sina mest sensationella upptäckter.